# Cantone di Vouneuil-sous-Biard
Il Cantone di Vouneuil-sous-Biard è una divisione amministrativa dell'Arrondissement di Poitiers.
È stato istituito a seguito della riforma dei cantoni del 2014, che è entrata in vigore con le elezioni dipartimentali del 2015.

## Composizione
Comprende i comuni di:
- Ayron
- Benassay
- Béruges
- Chalandray
- La Chapelle-Montreuil
- Chiré-en-Montreuil
- Frozes
- Latillé
- Lavausseau
- Maillé
- Montreuil-Bonnin
- Quinçay
- Le Rochereau
- Vouillé
- Vouneuil-sous-Biard